# Drahanský mlýn
Drahanský mlýn je bývalý vodní mlýn v Praze 8-Čimicích, který stojí na pravém břehu Drahanského potoka v Drahanském údolí. K roku 1840 příslušel k Čimicím, před tím také k Dolním Chabrům.

## Historie
Původně dřevěný vodní mlýn byl roku 1676 přestavěn mlynářem Tomášem Kocourkem na zděný v barokním slohu. Voda k němu vedla náhonem z nedalekého rybníka. Kocourek jej prodal roku 1687 a poté se zde vystřídala řada majitelů, například hrabě Caretto-Milesimo, majitel nedaleké vsi Brnky. Po roce 1850 koupil mlýn August Zvelebil; v té době patřilo k mlýnu 6 korců polí. Zvelebil přikoupil poté veškeré stráně při mlýně o celkové výměře 26 korců a vodní pohon nahradil naftovým motorem.
Zvelebilův syn zemřel mladý a na mlýně hospodařil zeť Josef Křepela. Mlýn však dál nemohl konkurovat pražským mlýnům, roku 1915 ukončil provoz a mlýnský rybník byl vysušen a přeměněn v pole.